# Miguel Calero
Miguel Ángel Calero Rodríguez (14. april 1971 - 4. december 2012) var en colombiansk fodboldspiller (målmand).
Calero startede sin karriere i hjemlandet, hvor han spillede for Deportivo Cali og Atlético Nacional, men var sidenhen i hele 12 sæsoner tilknyttet CF Pachuca i Mexico. Med både Deportivo Cali og Atlético Nacional vandt han det colombianske mesterskab, mens det blev til hele fire mexicanske mesterskaber med Pachuca.
Calero spillede desuden, mellem 1995 og 2009, 51 kampe for det colombianske landshold. Han repræsenterede sit land ved VM i 1998 i Frankrig. Han kom dog ikke på banen i turneringen, hvor colombianerne ikke gik videre fra det indledende gruppespil. Tre år senere var han med til at vinde Colombias første Copa América-titel nogensinde, da man på hjemmebane vandt guld efter finalesejr over Mexico. Han spillede en enkelt af colombianernes indledende gruppekampe, men var ellers reserve for førstevalget Óscar Córdoba.
Calero døde den 4. december 2012, i en alder af kun 41 år, efter at være blevet ramt af to blodpropper i hjernen indenfor kort tid.